# 松平光悌
松平 光悌（まつだいら みつよし）は、信濃松本藩の第5代藩主。戸田松平家10代。

## 生涯
宝暦4年（1754年）、第2代藩主・松平光雄の八男として江戸呉服橋の藩邸で生まれる（宝暦2年（1752年）生まれとも）。安永3年12月9日（1775年）、兄で4代藩主の光和の隠居により、その養子として家督を相続する。12月16日、将軍徳川家治に御目見する。12月28日、従五位下・丹波守に叙任する。安永6年（1777年）2月8日、松本城の火災にともない、再建のために幕府から6000両を貸し与えられる。
天明6年（1786年）、江戸呉服橋邸で死去した。跡を婿養子の光行が継いだ。

## 系譜
父母
- 松平光雄（実父）
- 谷口氏 ー 側室（実母）
- 松平光和（養父）

正室
- 岩姫 ー 阿部正敏の娘

側室
- 梶原氏

子女
- 松平光年（長男）生母は梶原氏（側室）
- 錠姫 ー 松平光行正室、生母は梶原氏（側室）
- 京極高有継室、生母は梶原氏（側室）

養子
- 松平光行 ー 戸田光為の四男